# فانيسا هيرتسوغ
فانيسا هيرتسوغ (بالألمانية: Vanessa Herzog)‏ هي متزلجة نمساوية، ولدت في 4 يوليو 1995 في إنسبروك في النمسا.

## وصلات خارجية
- فانيسا هيرتسوغ على موقع SpeedSkatingBase.eu (الإنجليزية)
- فانيسا هيرتسوغ على موقع SpeedSkatingNews.info (الإنجليزية)
- فانيسا هيرتسوغ على موقع SpeedSkatingStats.com (الإنجليزية)
- فانيسا هيرتسوغ على موقع ShortTrackOnLine.info (الإنجليزية)
- فانيسا هيرتسوغ على موقع Rollerstory.net
- فانيسا هيرتسوغ على موقع Rollerstory.net
- فانيسا هيرتسوغ على موقع اللجنة الأولمبية الدولية (الإنجليزية)
- فانيسا هيرتسوغ على موقع أوليمبيديا (الإنجليزية)